# حسین نواب
حسین نواب (۱۲۷۶ – مهر ۱۳۵۱) دیپلمات ایرانی و وزیر امور خارجهٔ ایران بود. وی همچنین کنسول ایران در لاههٔ هلند و سفیر ایران در کشورهای برزیل و سوئد نیز بود.
در سال ۱۳۳۱ که وزیرمختار ایران در هلند بود، محاکمات نفت ایران در دیوان داوری بین‌المللی لاهه طرح شد و رأی به نفع ایران صادر گردید.

## تخصص‌ها
نواب گذشته از مراحل اداری و سیاسی مردی ادیب و دانشمند و نویسنده‌ای محقق بود و سلسله مقالاتی در مجله یغما می‌نوشت. وی شاگرد علی محمد حکیم بوده‌است.

## انتصاب به وزارت امور خارجه و استعفا
زمانی که محمد مصدق به همراه هیئت ایرانی جهت شرکت در دیوان دادگستری لاهه برای دفاع از ملی شدن صنعت نفت ایران به هلند سفر کرده بود، نواب وزیر مختار ایران در هلند بود. غلامحسین مصدق (فرزند دکتر مصدق) در کتاب «درکنار پدرم، مصدق» ماجرای انتصاب و استعفای نواب به سمت وزیر امور خارجه را چنین توصیف کرده‌است:
 خدمات و کوششهای صادقانه نواب در دیوان دادگستری، پدرم را تحت تأثیر قرار داد. وی ضمن قدردانی از او توصیه کرد مصدر خدمات مهمتری باشد. به نواب، که در آن موقع وزیر مختار ایران در کشورهای بلژیک و هلند بود پیشنهاد شد مسئولیت وزارت خارجه یا سفارت ایران در واشینگتن را عهده‌دار شود. وی وزارت خارجه را انتخاب کرد و مشغول به کار شد، اما دوران وزارتش بسیار کوتاه بود و بر سر تعویض یکی از اعضای عالی‌رتبه وزارت خارجه از کار کناره‌گیری کرد.
قضیه از این قرار بود که به پدرم گزارش داده بودند که غلام عباس آرام، عضو عالی مقام وزارت خارجه، اصل و نسبش پاکستانی است. وی در گذشته عضو محلی سفارت ایران در کراچی بود و حسین علاء او را با خود به تهران آورده و در وزارت خارجه استخدام کرده‌ است. سپس علاء هنگام تصدی سفارت ایران در ایالات متحده او را با خود به آمریکا برده‌است. در گزارش گفته شده بود: «آرام فرد مورد اطمینانی نیست، علیه دولت انتقاد می‌کند، با مخالفان نهضت ملی ارتباط دارد و در شرایطی که ایران درگیر مبارزه با بریتانیاست، صلاحیت خدمت در وزارت خارجه را ندارد.»

پدرم گزارش مربوط به عباس آرام را به نواب، وزیر خارجه اطلاع داده بود و توصیه کرده بود او را از وزارت خارجه به محل دیگری منتقل کنند. نواب گفته بود گزارشهای مربوط به به آرام و سوابق او مستند نیست و به صرف اینگونه حرفها نمی‌توان دربارهٔ افراد قضاوت کرد و کارمندان را در مظان اتهام قرار داد. پدرم گفته بود رسیدگی به سوابق این شخص و تشخیص صحت و سقم گزارشها نیاز به زمان دارد و ما در شرایط موجود فرصت این نوع کارها را نداریم و از نواب خواسته بود فعلا او را کنار بگذارد تا بعد رسیدگی شود. نواب مقاومت کرده بود. بی آنکه از شخص آرام و سوابق او دفاع کند گفته بود: نمی‌تواند اصول و مقررات حاکم بر سرنوشت افراد را زیر پا بگذارد و حیثیت کارکنان وزارت خارجه را بازیچه شایعه پردازیها کند. وی در برابر توصیه، دستور و امر نخست‌وزیر ایستادگی کرد و سرانجام استعفا داد. ایستادگی نواب برای حفظ اصولی که بدان اعتقاد داشت، نشانه عظمت شخصیت و استحکام قدرت روحی و اخلاقی وی بود.

## درگذشت
وی ظهر روز سه شنبه ۱۱ مهر ۱۳۵۱ در بهشت زهرا به خاک سپرده شد.